# Ulmtal
Die Gemeinde Ulmtal war eine eigenständige Gemeinde mit etwa 2500 Einwohnern im Kreis Wetzlar.
Sie wurde am 1. Januar 1977 durch das Gesetz zur Neugliederung des Dillkreises, der Landkreise Gießen und Wetzlar und der Stadt Gießen mit der Gemeinde Greifenstein und mehreren anderen Gemeinden zur neuen Großgemeinde Greifenstein zusammengeschlossen.

## Geschichte
Im Zuge der Gebietsreform in Hessen fusionierten zum 1. Februar 1971 die bis dahin selbstständigen Gemeinden Allendorf, Ulm und Holzhausen (alle Kreis Wetzlar) freiwillig zur neuen Gemeinde Ulmtal, benannt nach dem Ulmbach, der alle drei Orte durchfließt.
Ulmtal wurde im Laufe der 1970er-Jahre zum Erholungsgebiet. Ein Freibad, ein Minigolfplatz, der Stausee des Ulmbachs sowie ausgebaute Wanderwege, ein Erlebnispark und Grillhütten förderten den Tourismus.
Der Industrieschwerpunkt lag, wie heute auch noch, im metallverarbeitenden Gewerbe.
Alle drei Ortsteile der Gemeinde besaßen einen Bahnhof (bzw. Ulm einen Haltepunkt) an der Ulmtalbahn. Somit war Ulmtal gut an die Kreisstadt Wetzlar und an Gießen angeschlossen. Der Postbus verbesserte den Anschluss an die umliegenden Dörfer.

## Ende der Gemeinde
Auf Beschluss des hessischen Landtags wurde entschieden, dass die Gemeinde Ulmtal zu klein sei. Die Gemeinde hatte zu diesem Zeitpunkt ein Pro-Kopf-Guthaben von 800 DM, was selten vorkam, den Landtag bei seiner Entscheidung aber nicht beeinflusste.
Bis zur letzten Sitzung des Landtags vor der Gebietsreform 1977 sollte Ulmtal an die benachbarte Stadt Leun angegliedert werden. Doch der Landtag entschied sich im letzten Moment dagegen. Am 1. Januar 1977 wurde Ulmtal Teil der Gemeinde Greifenstein. Alle drei Ursprungsgemeinden wurden Ortsteile von Greifenstein, für die je ein Ortsbezirk mit Ortsbeirat und Ortsvorsteher nach der Hessischen Gemeindeordnung gebildet wurde. Sitz der Gemeindeverwaltung wurde der Ortsteil Beilstein.
Alternativ wurde 1976 über einen Zusammenschluss mit den damals noch selbstständigen Gemeinden Bissenberg, Biskirchen und Stockhausen zur Gemeinde Lahn-Ulmtal oder mit den Gemeinden Edingen, Greifenstein, Greifenthal und Daubhausen, ggf. auch mit Katzenfurt zur Gemeinde Ulmtal-Dill spekuliert.

## Bürgermeister
- 1972–1976: Willi Thor, SPD